# Coritofànids
Els coritofànids (Corytophanidae) són una família de sauròpsids (rèptils) escatosos, propis de Centre i Sud-amèrica.
Aquest llangardaixos presenten típicament crestes davanteres en forma de casc, les quals són caràcters sexualment dimòrfics en Basiliscus, ja que només els mascles les desenvolupen, mentre que en Corytophanes i Laemanctus es troben presents tant en mascles com en femelles.

## Taxonomia
Hi ha onze espècies Corytophanidae repartides en tres gèneres:
- Basiliscus basiliscus (Linnaeus, 1758)
- Basiliscus galeritus Duméril, 1851
- Basiliscus plumifrons Cope, 1875
- Basiliscus vittatus Wiegmann, 1828
- Corytophanes cristatus (Merrem, 1820)
- Corytophanes hernandesii (Wiegmann, 1831)
- Corytophanes percarinatus Duméril, 1856
- Laemanctus julioi Mccranie, 2018
- Laemanctus longipes Wiegmann, 1834
- Laemanctus serratus Cope, 1864
- Laemanctus waltersi Schmidt, 1933